# Bacillus pumilus
Espèce
Bacillus pumilus est une espèce bactérienne Gram positive en forme de bâtonnet, possédant une respiration de type aérobie. C'est une bactérie qui est capable de former des spores ; de ce fait, elle est résistante à de nombreux stress environnementaux.
Elle est catalase positive.